# Nathalie Castillo
Irene Nathalie Castillo Rojas (El Salvador, 2 de julio de 1983) es una periodista, dirigente gremial y política chilena, militante del Partido Comunista de Chile (PCCh). Desde el 11 de marzo de 2022 ejerce como diputada de la República por el distrito N°5 de la Región de Coquimbo, por el período legislativo 2022-2026.

## Biografía
Hija del periodista Luis Castillo Lagunas y de Marcelina Rojas Vega. Aunque nació en el campamento minero El Salvador, se crio en la Región de Coquimbo.
Realizó sus estudios básicos en la Escuela G- N° 327 de Manquehua (actual Claudio Matte) de la comuna de Combarbalá, los que continuó en la comunidad de Tierras Blancas, en La Serena. Egresó de la enseñanza media del Colegio Calasanz de Coquimbo. Se tituló de periodista en la Universidad de La Serena.
Inicia su trayectoria política como dirigente de la Federación de Estudiantes de la Universidad de La Serena (FEULS). Militante de las Juventudes Comunistas (JJCC), llegando a ocupar la Secretaría de la Dirección Universitaria de la Universidad de La Serena. Como militante del Partido Comunista, integra el Comité de la Región de Coquimbo y forma parte del Comité Central por el período 2020 -2024.
Dirigente del Colegio de Periodistas de Chile, donde ha ejercido como presidenta de la Región de Coquimbo y presidenta nacional. En el periodo 2021-2022, asume como prosecretaria del Consejo Nacional de su gremio.
Profesionalmente, se ha desempeñado como encargada de comunicaciones en el ámbito público y privado en la Región de Coquimbo. Fue jefa de Gabinete en la Secretaría Regional Ministerial de Salud, Región de Coquimbo. Además fue conductora del programa radial con enfoque de género Mujeres arriba en Radio Guayacán.
Para las elecciones parlamentarias de 2021 inscribió su candidatura a diputada para el Distrito 5, de comunas de Andacollo, Canela, Combarbalá, Coquimbo, Illapel, La Higuera, La Serena, Los Vilos, Monte Patria, Ovalle, Paiguano, Punitaqui, Río Hurtado, Salamanca y Vicuña, en la coalición Apruebo Dignidad. Fue electa con 12.304 votos, correspondientes al 5,20% del total de los sufragios válidos. En la Cámara de Diputadas y Diputados integra las comisiones permanentes de Recursos Hídricos y Desertificación; y Cultura, Artes y Comunicaciones, de la cual es presidenta.

## Historial electoral

### Elecciones parlamentarias de 2021
- Elecciones parlamentarias de 2021 para el Distrito 5 (Andacollo, Canela, Combarbalá, Coquimbo, Illapel, La Higuera, La Serena, Los Vilos, Monte Patria, Ovalle, Paihuano, Punitaqui, Río Hurtado, Salamanca y Vicuña)[2]

| Candidato                                | Pacto                    | Partido | Votos  | %    | Resultado |
| ---------------------------------------- | ------------------------ | ------- | ------ | ---- | --------- |
| Marco Sulantay Olivares                  | Chile Podemos Más        | UDI     | 18 227 | 7.70 | Diputado  |
| Nathalie Castillo Rojas                  | Apruebo Dignidad         | PCCh    | 12 305 | 5.20 | Diputada  |
| Daniel Manouchehri Moghadam Kashan Lobos | Nuevo Pacto Social       | PS      | 12 293 | 5.19 | Diputado  |
| Carolina Tello Rojas                     | Apruebo Dignidad         | PCCh    | 12 218 | 5.16 | Diputada  |
| Ricardo Cifuentes Lillo                  | Nuevo Pacto Social       | PDC     | 11 436 | 4.83 | Diputado  |
| Pablo Yáñez Pizarro                      | Nuevo Pacto Social       | PDC     | 10 630 | 4.49 |           |
| Juan Manuel Fuenzalida Cobo              | Chile Podemos Más        | UDI     | 9237   | 3.90 | Diputado  |
| Víctor Pino Fuentes                      | Partido de la Gente      | PDG     | 9262   | 3.91 | Diputado  |
| Víctor Hugo Castañeda Vargas             | Chile Podemos Más        | IND-UDI | 9118   | 3.85 |           |
| Felipe Cárcamo Moreno                    | Apruebo Dignidad         | CS      | 7998   | 3.38 |           |
| Ingrid Marín Ramos                       | Partido de la Gente      | PDG     | 6924   | 2.92 |           |
| Marjorie Araya Robles                    | Partido de la Gente      | PDG     | 6739   | 2.85 |           |
| Andrés Guerra Vega                       | Frente Social Cristiano  | PRCh    | 5882   | 2.48 |           |
| Carolina Downey Díaz                     | Partido de la Gente      | PDG     | 5840   | 2.47 |           |
| María Paz Rojas Orrego                   | Nuevo Pacto Social       | IND-PPD | 5636   | 2.38 |           |
| Gonzalo Chacón Larrain                   | Chile Podemos Más        | RN      | 4788   | 2.02 |           |
| Claudia Valenzuela Torres                | Partido Ecologista Verde | PEV     | 4788   | 2.02 |           |
| Francisco Eguiguren Correa               | Chile Podemos Más        | RN      | 3570   | 1.51 |           |